# Pierre Pithou

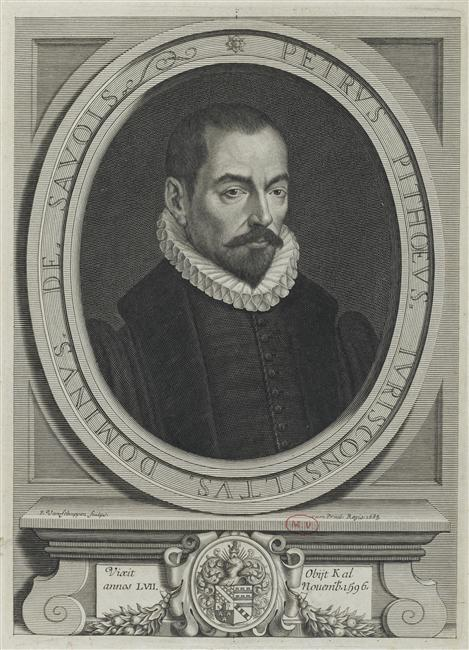
Pierre Pithou

Pierre Pithou (Troyes, 1 november 1539 – Nogent-sur-Seine, 1 november 1596) was een Frans jurist en classicus.
Als humanist was zijn gelatiniseerde naam Petrus Pithoeus.
De calvinist was advocaat in Parijs maar moest voor de religieuze vervolging naar Bazel vluchten. In 1568 was hij terug in Parijs, waar hij in 1572 de Bartholomeusnacht ternauwernood overleefde. In 1573 ging hij over tot het katholicisme.
In opdracht van koning Hendrik IV van Frankrijk schreef Pierre Pithou in 1593 de Satire Ménippée, een bijtende satire over de Katholieke Liga. 
Zijn waardevolle verzameling manuscripten wordt in de Bibliothèque Nationale in Parijs bewaard.
Als classicus verzamelde en publiceerde Pierre Pithou klassieke teksten. De boekdrukkunst gaf het materiaal dat voorheen als manuscript bestond een grotere verspreiding en bekendheid.

## Gepubliceerde teksten
- Adversariorum subsectorum lib. II. (1565).
- Landolfus Sagax' Historia Romana, 1569 (eerste druk)
- Historia Miscella
- Fragmenta quaedam Papiniani, Pauli, Ulpiani, Gaii, Modestini, aliorumque veterum iuris auctorum, 1573
- Leges Visigothorum (1579) een belangrijk werk over het recht van de Visgothen.
- Capitula, wetteksten van Karel de Grote, Lodewijk de Vrome, en Karel de Kale (1588)
- Corpus juris canonici, kerkrecht (1687) (met zijn broer François Pithou).
- Libertés de l'église gallicane (1594)
- Fabels van Phaedrus (1596);
- Pervigilium Veneris (1587),
- Satiren van Juvenalis en Persius (1585).

Pierre Pithou speelde een rol bij het reconstrueren van de tekst van Hadrianus' gedicht Borysthenes.

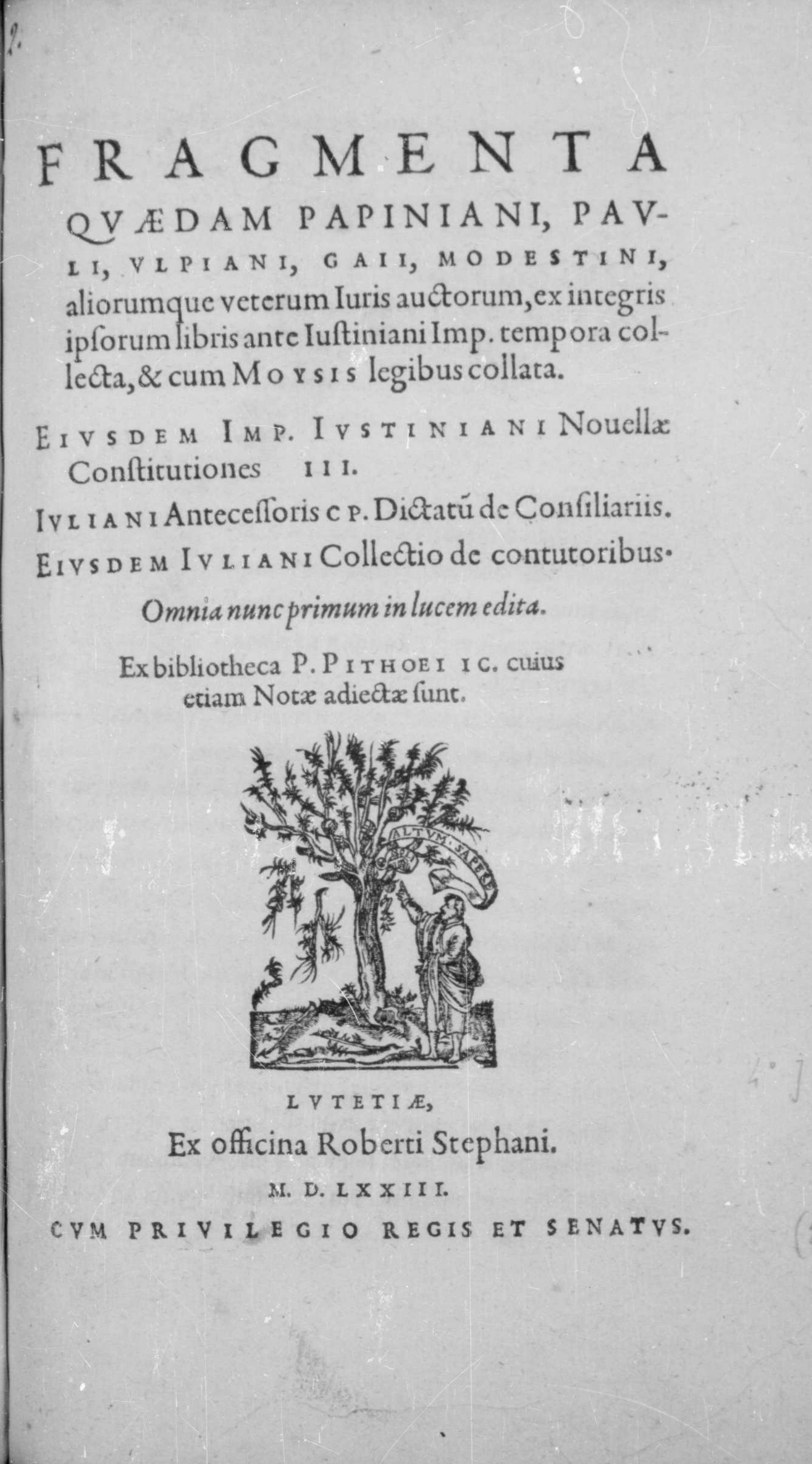
Fragmenta quaedam Papiniani, Pauli, Ulpiani, Gaii, Modestini, aliorumque veterum iuris auctorum, 1573
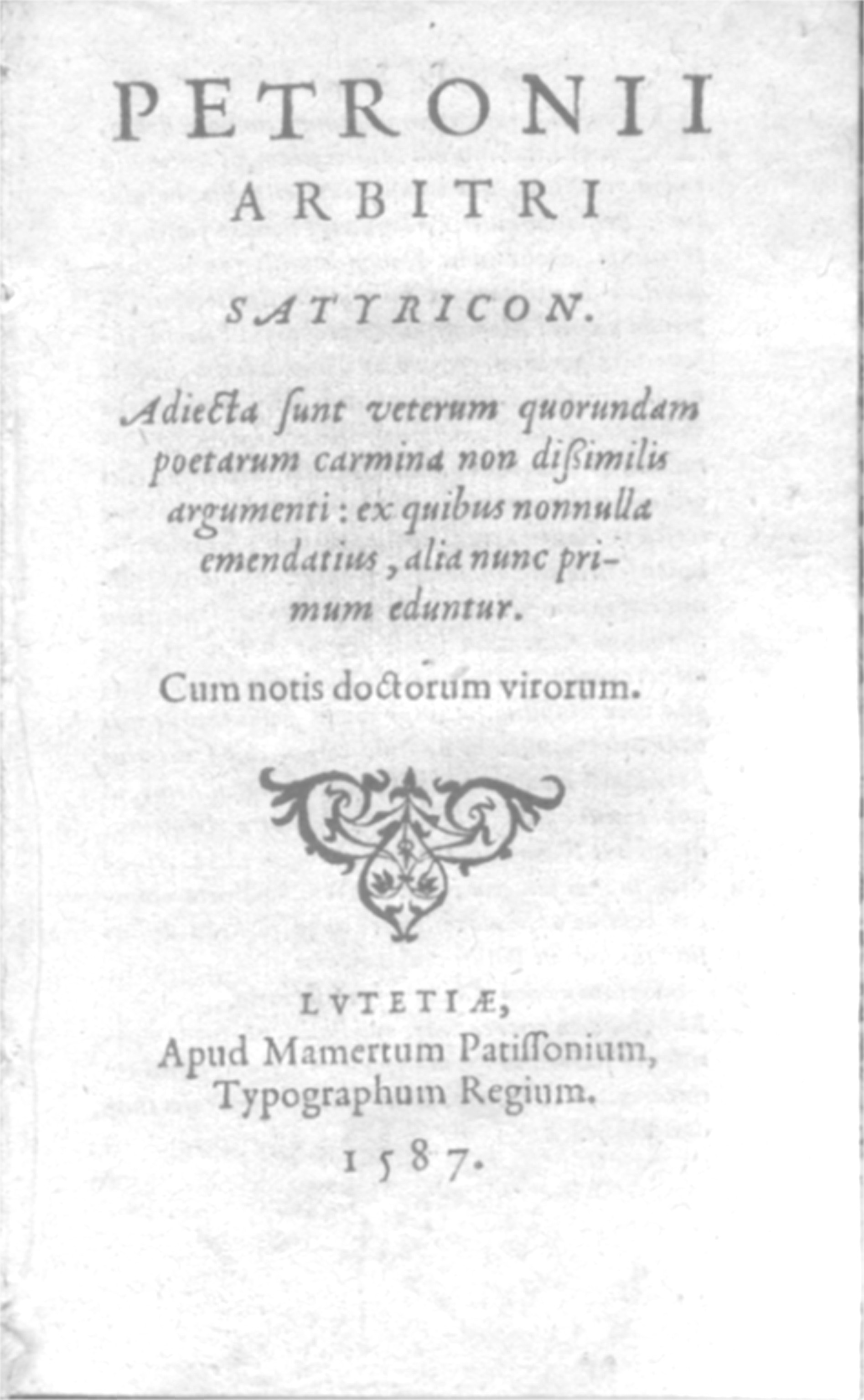
Satyricon (1587).